# Bois-lès-Pargny
Bois-lès-Pargny är en kommun i departementet Aisne i regionen Hauts-de-France i norra Frankrike. Kommunen ligger  i kantonen Crécy-sur-Serre som ligger i arrondissementet Laon. År 2022 hade Bois-lès-Pargny 188 invånare.

## Befolkningsutveckling
Antalet invånare i kommunen Bois-lès-Pargny
Referens: INSEE